# Герб Червоного (Яготинський район)
Герб Червоного — геральдичний символ села Червоне Яготинського району Київської області (Україна). Герб затверджений сесією сільської ради (автор — О. Желіба).

## Опис
У червоному полі золотий сніп пшениці, чорна балка обтяжена двома срібними восьмикутними зірками та золотим лицарським хрестом посередині. Щит накладено на бароковий картуш, що увінчаний золотою короною, створену поєднанням трьох колосків та двох буряків. Допускається використання герба без картуша та корони.
Допускається використання герба з додаванням рослинного декору та, червоної стрічки з написом золотими літерами «ЧЕРВОНЕ».

## Трактування
- хлібний сніп — символ достатку, основного заняття червонівчан — землеробства;
- хрест — символ Ісуса Христа, віри, надії, любові, випробування, спасіння;
- зорі — символ неба, на яке вознісся Ісус, символ надії на краще майбутнє;
- зорі та хрест — символ вознесіння, натяк на Вознесенський монастир, монахи якого 1728 р. заснували хутір Причиський, який пізніше переріс у село Червоне;
- золота хлібно-бурякова корона — символ місцевого самоврядування й достатку мешканців села;
- картуш — декоративна прикраса, що виконана в стилі козацького бароко; згадка про те, що село було засноване саме в козацькі часи.